# Bajtay Horváth Ágota
Bajtay Horváth Ágota (Budapest, 1949. december 3. –) magyar opera-énekesnő (szoprán).

## Életpályája
A Liszt Ferenc Zeneművészeti Főiskola ének–opera szakát 1970–1976 között végezte dr. Sipos Jenő vezetésével. 1977-től a Szegedi Nemzeti Színház magánénekese.

## Családja
Szülei: Bajthay Gabriella (1917–?) színművész és Horváth László voltak. Férje: Gyimesi Kálmán (1933–2025) magyar operaénekes. Fia, Gyimesi László (1981–) politikus.

## Főbb színházi szerepei
- Fiordiligi (Mozart: Così fan tutte)
- Tosca (Verdi: Tosca)
- Donna Elvira (Mozart: Don Giovanni)
- Senta (Wagner: A bolygó hollandi)
- Violetta (Verdi: Traviata)
- Nedda (Leoncavallo: Bajazzók)
- Marica (Kálmán Imre: Marica grófnő)

## Díjai
- Bartók–Pásztory-díj, a szegedi operatársulat tagjaként